# Tom O'Toole
Pour les articles homonymes, voir O'Toole.

a Compétitions nationales et continentales officielles uniquement.

b Matchs officiels uniquement.
Dernière mise à jour le 9 avril 2023.
Tom O'Toole, né le 23 septembre 1998 à Drogheda (Irlande), est un joueur international irlandais de rugby à XV jouant au poste de pilier droit avec l'Ulster depuis 2018.

## Biographie

### Jeunesse et formation
Né à Drogheda, Tom O'Toole vit à Ratoath, dans le comté de Meath, jusqu'à l'âge de six ans avant de déménager à Brisbane, en Australie, pendant dix ans en raison des engagements professionnels de son père, où il fréquente le Padua College (en). Il est ensuite sélectionné avec l'équipe développement des Queensland Reds et les Queensland Schoolboys en 2015, avant d'être mis en contact avec la formation des Irish Exiles. Il déménage au Campbell College (en) en Irlande du Nord, ce qui lui a permis d'entrer en contact avec les formations de l'Ulster et d'Irlande, avant de jouer pour l'Irlande aux niveaux des moins de 18 ans, des moins de 19 ans et des moins de 20 ans. Il a rejoint l'académie de l'Ulster Rugby dès sa sortie de l'école en 2017.

### Carrière avec l'Ulster
Tom O'Toole fait ses débuts avec l'Ulster le 6 avril 2018, lors de la 19e journée du Pro14 de la saison 2017-2018, sur le terrain des Écossais d'Edimbourg. Il est titulaire et son équipe s'impose sur le score de 20 à 32,. Il fait cinq apparitions en seniors, dont deux en tant que titulaire, lors de cette saison, et remporte le titre de meilleur joueur de l'académie lors des Ulster Rugby Awards 2018. Il obtient un contrat de développement pour la saison 2018-2019, qui se transforme en contrat senior à partir de la saison 2019-2020, valable jusqu'en juin 2022.
Durant la saison 2019-2020, l'Ulster est quart de finaliste de la Champions Cup, éliminé par Toulouse. Toutefois, la province atteint la finale du Pro14. Durant ce match, face au Leinster, Tom O'Toole est titulaire en première ligne aux côtés de Rob Herring et Eric O'Sullivan. Cependant, son équipe est battue sur le score de 27 à 5,.

### Carrière internationale
Tom O'Toole reçoit sa première convocation avec l'équipe d'Irlande le 15 janvier 2020, dans le cadre du Tournoi des Six Nations 2020. Il n'apparaît cependant sur aucune feuille de match et ne connaît donc pas sa première sélection à cette occasion. Un an plus tard, Il honore sa première cape le 10 juillet 2021 contre les États-Unis lorsqu'il est titulaire en première ligne, accompagné par Rónan Kelleher et David Kilcoyne, lors d'une victoire 71 à 10, durant de la tournée d'été irlandaise.
Début janvier 2023, il est convoqué en équipe d'Irlande par Andy Farrell pour disputer le Tournoi des Six Nations. Il joue les cinq matchs du tournoi en entrant en jeu à chaque fois et l'Irlande remporte la compétition en réalisant le Grand Chelem. Il s'agit de son premier titre en sélection nationale.
Fin mai 2023, il est présélectionné dans un groupe de 42 joueurs pour préparer la Coupe du monde 2023 avec son pays,.
En janvier 2024, il est sélectionné pour le Tournoi des Six Nations.

## Statistiques internationales

### Équipe d'Irlande des moins de 20 ans
Tom O'Toole a disputé cinq matchs avec l'équipe d'Irlande des moins de 20 ans en une saison, prenant part à une édition du Tournoi des Six Nations des moins de 20 ans en 2018. Il n'a pas inscrit de points avec.

### Équipe d'Irlande
Au 9 mars 2025, Tom O'Toole compte 16 sélections avec l'Irlande mais n'a pas marqué d'essais.
Il a pris part à deux éditions du Tournoi des Six Nations en 2023 et 2024.
| Année | Compétition    | Matchs | Points | Essais |
| ----- | -------------- | ------ | ------ | ------ |
| 2021  | Test matchs    | 2      | -      | -      |
| 2022  | Test matchs    | 2      | -      | -      |
| 2023  | Six Nations    | 5      | -      | -      |
| 2023  | Test matchs    | 2      | -      | -      |
| 2023  | Coupe du monde | 1      | -      | -      |
| 2024  | Six Nations    | 1      | -      | -      |
| 2024  | Test matchs    | 3      | -      | -      |
| Total | Total          | 16     | 0      | 0      |

## Palmarès

### En province
- Ulster
  - Finaliste du Pro14 en 2020

### En sélection nationale
- Irlande
  - Vainqueur du Tournoi des Six Nations en 2023 (Grand Chelem) et 2024